# Uyaiedu Ikpe-Etim
Uyaiedu Ikpe-Etim es una productora de cine, guionista y cineasta nigeriana, cuyas obras cuentan las historias de las comunidades LGBTQ marginadas de Nigeria. En 2020, la BBC la incluyó en su lista de las 100 mujeres del año.

## Biografía
Ikpe-Etim nació en 1989. Es cofundadora de la productora Hashtag Media House y desde 2011 ha trabajado para dar voz a las comunidades minoritarias de Nigeria, especialmente a la comunidad LGBTQ del país. Los derechos de la comunidad LGBT en África son severamente perseguidos, y Nigeria y su industria cinematográfica no son una excepción: en Nollywood los personajes homosexuales son ridiculizados y retratados como depredadores, movidos por intereses económicos o bajo la influencia de cultos y hechizos y a menudo terminan siendo castigados por sus acciones o salvados por la iglesia. Aquellas películas que presentan a la comunidad LGBTQ en Nigeria, generalmente presentan a hombres homosexuales.
En 2020, junto con la productora de cine Pamela Adie, saltó a la fama en Nigeria con la producción de la película Ìfé. Fue su debut como directora y cuenta una historia de amor entre dos mujeres. Ìfé no es la primera película de temática lésbica que se produce en Nigeria, pero es la primera en mostrar una relación de este tipo con normalidad, sin prejuicios ni estereotipos. De hecho, la productora, directora y actrices principales son todas miembros de la comunidad LGBT de Nigeria. Ikpe-Etim se identifica como queer. Sin embargo, la producción tuvo que enfrentarse a la Junta Nacional de Censores de Cine y Video, que llegó a amenazar a sus creadoras con penas de prisión por "fomentar la homosexualidad" en un país donde el matrimonio entre personas del mismo sexo estaba prohibido por ley desde 2014. De hecho, para evitar la censura, se estrenó en el extranjero en octubre de 2020, en el Festival de Cine LGBT de Toronto. Finalmente fue lanzada en la plataforma de transmisión ehtvnetwork.com. También se proyectó en el Festival Internacional de Cine de Leeds en noviembre de 2020.

## Premios
En 2020, fue incluida como una de las 100 mujeres de la BBC 2020, reconociendo sus contribuciones a los derechos de las mujeres en Nigeria.